# Holomitrium crispulum
Holomitrium crispulum là một loài Rêu trong họ Dicranaceae. Loài này được Mart. mô tả khoa học đầu tiên năm 1834.